# Oswaldo Blanco (beisbolista)
Oswaldo Carlos Blanco Díaz, conocido como “Ossie” (Caracas, Venezuela, 8 de septiembre de 1945), es un ex-primera base de Grandes Ligas. Con un promedio de bateo de .196 en 52 partidos con los Medias Blancas de Chicago en 1970 y los Indios de Cleveland en 1974.

## Carrera
Debutó en la campaña de 61-62 con el uniforme de los Indios de Oriente y fue hasta la 70-71 cuando pasó a formar parte de las filas Tiburones de La Guaira. Sus mejores números fueron en el torneo 77-78, mostrando un average de .325 con 16 dobles, un triple y seis batazos de vuelta completa. En la 70-71, colaboró para que el equipo del litoral lograra su cuarta corona en la historia.
Jugó por 20 años en Liga Venezolana de Béisbol Profesional, de las cuales nueve fueron con La Guaira, también llevó los uniformes de Navegantes del Magallanes y Llaneros de Portuguesa, dejando promedio vitalicio de .266 con 860 inatrapables, 149 dobles, 37 vuelacercas y 370 carreras traídas al plato.
Oswaldo “Ossie” Blanco, debutó en las Grandes Ligas el 26 de mayo de 1970, como primera base de los Chicago White Sox, convirtiéndose en el venezolano N° 19 en llegar a la gran carpa.

## Salón de la fama en Venezuela
El caraqueño se retiró con 860 imparables, más que el Chico Carrasquel y solo por detrás de Vitico, Teolindo, Tovar, Camaleón, Gil y Bravo. Pero también combinó 370 empujadas y 1174 extrabases, lo que otra vez le pone en una élite. Cuando dijo adiós, en 1981, únicamente Davalillo, Tovar, García y Carrasquel habían logrado tal cosa.
En 2015 fue exaltado en el Salón de la Fama y Museo del Béisbol Venezolano. Este es el reconocimiento más importante que puede recibir un pelotero en el béisbol profesional del país. La votación fue llevada a cabo de manera extraordinaria por las nuevas autoridades del Museo de Béisbol/Salón de la Fama, que preside Juan José Ávila, y la directiva de la LVBP, que encabeza Oscar Prieto Párraga.